# Polyethylen s vysokou hustotou

Označení vysokohustotního polyethylenu

Polyethylen s vysokou hustotou, někdy označovaný jako vysokohustotní polyethylen, anglicky nazývaný High density polyethylene (HDPE), nebo polyethylene high-density (PE-HD) je termoplast vynalezený v roce 1954 Karlem Zieglerem z Kaiser Wilhelm Institutu (dnes Institut Maxe Plancka) a Erhardem Holzkampem. V roce 1963 dostal Ziegler za vynález HDPE Nobelovu cenu za chemii. V Československu byla od roku 1976 vyráběna HDPE fólie pod obchodní značkou MIKROTEN. Tento název se postupně vžil natolik, že se stal synonymem pro HDPE fólie.

## Využití
Hustota HDPE je v rozmezí 0,93 až 0,97 g/cm3, teplotně odolný v rozmezí -50 °C až 110 °C.
Polyethylen s vysokou hustotou je chemicky odolný, bez zápachu a vhodný pro přímý styk s potravinami, netoxický, recyklovatelný. Fólie jsou charakteristicky šustivé, nepropouští vodu, mají minimální propustnost vodních par a pachů, vlivem UV záření postupně degradují. HDPE je široce využíván, například pro výrobu varných sáčků, víček PET lahví, kojeneckých lahví, vodovodních potrubí, rozvodů plynu, chemicky odolných potrubí, palivových nádrží do aut, obalů na čisticí prostředky, izolačních lepenek, svařovaných výrobků. Stále častěji je využíván k výrobě materiálů sloužících jako náhrada dřeva (WPC).
Výrobky jsou označovány recyklačním symbolem 2.